# Fuggiaschi
Fuggiaschi (Red Snow) è un film statunitense del 1952 diretto da Harry S. Franklin e da Boris L. Petroff.

## Trama
Il tenente Phil Johnson, pilota dell'Aeronautica Americana, sulla punta dell'Alaska, a poche miglia dallo Stretto di Bering dalla Siberia, sventa un complotto sovietico per testare alcune armi segrete dai fedeli eschimesi dell'Alaska, aiutato dal sergente eschimese originario dell'Alaska Koovuk.